# آرتو تر-هاروتیونیان
آرتو در-هاروتیونیان (ارمنی: Արտո Տեր-Հարությունյան؛ ۱۹۴۰ - ۱۹۸۰) یک سرآشپز، هنرمند، مترجم و نویسنده اهل ارمنستان-بریتانیا بود.

## زندگی‌نامه
وی در ۱۹۴۰ به دنیا آمد. پدر وی از نجات‌یافتگان نسل‌کشی ارمنی‌ها توسط دولت ترکان جوان عثمانی بود. در سال ۱۹۵۲ خانواده در-هاروتیونیان در شمال غرب انگلستان سکونت گزید. وی در ۱۹۸۷ در سن ۴۷ سالگی در اثر سکته قلبی درگذشت.